# Arildialquilfosfatasa
La arildiaquilfosfatasa (EC 3.1.8.1) (también conocida como organofosforado-hidrolasa o hidrolasa de organofosforados, fosfotriesterasa y paraoxon-hidrolasa) es una enzima que cataliza la hidrólisis de organofosfatos:
Por lo tanto, los dos sustratos de esta enzima son un arildialquilfosfato y agua, mientras que sus dos productos son un dialquilfosfato y un aril alcohol.
El término organofosfato es un nombre general para diferentes ésteres del ácido fosfórico, y representa a un grupo de los organofosforados. Pueden ser encontrados formando parte de insecticidas, herbicidas y gases nerviosos, entre otros tipos de compuestos. Algunos de los organofosfatos menos tóxicos tienen aplicaciones como solventes, plastificantes y aditivos para extrema presión.

## Función
Algunas bacterias tales como Pseudomonas diminuta pueden utilizar un plásmido que contiene el gen de la arildialquilfosfatasa. Esta enzima presenta interés por su uso potencial para la detoxificación de desechos industriales y agentes de guerra, y por su capacidad para degradar pesticidas agrícolas tales como el paratión. Actúa específicamente en ésteres trifosfato de organofosfatos sintéticos y en fosfofluoridatos. Esta enzima no parece tener un sustrato natural, y por lo tanto podría haber evolucionado para optimizar la utilización de paraoxón.

## Estructura
La arildialquilfosfatasa pertenece a la familia de enzimas que poseen un centro binuclear de zinc en su sitio activo. Los dos iones de zinc se encuentran coordinados por seis residuos diferentes, de los cuales hasta seis pueden ser histidinas.